# هنري بيترسن
هنري بيترسن (بالدنماركية: Henry Petersen)‏ هو منافس ألعاب قوى دنماركي، ولد في 1 أكتوبر 1900 في هورسينس في الدنمارك، وتوفي في 24 سبتمبر 1949 في كوبنهاغن في الدنمارك.

## وصلات خارجية
- هنري بيترسن على موقع اللجنة الأولمبية الدولية (الإنجليزية)
- هنري بيترسن على موقع أوليمبيديا (الإنجليزية)